# Lissabon
Lissabon (portugisisk: Lisboa) er Portugals hovedstad og største by med 545.796(2021) indbyggere inden for det administrative område, der dækker 100,05 km2. Byområdet er større end byens administrative grænser, og har en samlet befolkning på omkring 2,71 mio. personer (2021), hvilket gør det til det 11.-største byområde i EU. Der bor omkring 3 millioner personer i Lissabon metropolområde, inklusive den Portugisiske Riviera, (der udgør omkring 27% af landets befolkning). Det er den vestligste hovedstad på det europæiske kontinent, og den eneste hovedstad på kontinentet, der ligger ud til Atlanterhavets kyst. De Europæiske hovedstæder Lissabon, Reykjavik og Thorshavn ligger alle direkte ud til det Nordatlantiske hav, men kun Lissabon er geografisk placeret på det europæiske kontinent. Lissabon ligger på den vestlige del af Den Iberiske Halvø ved floden Tagus. Den vestlige del af byen er den vestligste del af Kontinentaleuropa, som er kendt som Kap Roca, der ligger i Sintrabjergene.
Byen har de historiske grænser i behold, og flere forstadsbyer er stadig selvstændige administrative enheder: Loures, Amadora, Oeiras, Odivelas og Sacavém.

## Indbyggere
Lissabon har omkring 565.000 indbyggere, og Stor-Lissabon (med de administrativt selvstændige forstadsområder) har over 2.700.000 indbyggere. 

## Geografi
Lissabon er bygget på og omkring syv høje, og niveauforskellene er store. Den mest kendte høj er Sâo Jorge med det imponerende slot Castelo de São Jorge på toppen. De andre seks høje har enten en kirke eller et udsigtspunkt på toppen.

## Historie
Byen er med sin anlæggelsen omkring det 12. århundrede f.Kr. ældre end Rom og alle andre hovedstæder i Vesteuropa. Legenden fortæller, at byen fik sit romerske navn, Olisipo efter den græske helt Odysseus, som på sin rejse tilbage fra Troja tog sig tid til at standse her for at forføre nymfen Calypso. Af sorg over hans afsked forvandlede hun sig til en slange, hvis bugter dannede de syv høje, som byen ligger på.
Romerne overtog byen efter fønikerne og gjorde Lissabon til hovedstad i provinsen Lusitania. Maurerne (araberne) erobrede Lissabon i 714 og holdt den de næste 400 år. Byens vækst og betydning skyldtes dens heldige beliggenhed og dens beskyttede havn. Vasco da Gama sejlede i 1497 til Indien fra Lissabons forstad Belém og gav Portugal monopol på handel med krydderier fra Østen. da Gama havde således mere held med sit forehavende end Columbus, som fem år tidligere sejlede vestpå for at finde Indien – men i stedet fandt Amerika. I de næste 200 år havde Lissabon større indtægter end nogen anden by i Europa.
Lissabon har været udsat for mange jordskælv. I 1755, da de fleste af byens indbyggere var samlet i kirkerne for at fejre Alle Helgens Dag, indtraf det største jordskælv nogensinde i Europa (se Jordskælvet i Lissabon 1755). Indbyggerne løb mod havnen for at undgå de ildebrande, som brød ud. Byen blev herefter oversvømmet af en fire etager høj tsunamibølge. På få timer mistede Lissabon en tredjedel af sine indbyggere.

## Transport
- Lissabon har et nyt metronet, der er under stadig udbygning. Der sælges billetter på alle stationer.
- Sporvogne kører overalt i centrum af byen, der er fem linjer. Bedst kendt er Linje 28, der fra den ene endestation til den anden passerer en lang række af byens seværdigheder.
- Busser er især anvendelige til besøg uden for Lissabon. Trafikken i Lissabon er hektisk, og der bliver kørt hurtigt og tæt.
- Byen har tre kabelbaner, som er placeret på strategiske steder i forhold til fodgængere contra de stejle gader. De tre kabelbaner er:

Elevador do Lavra
Elevador da Glória
Elevador da Bica

## Kultur
Lissabon er rig på arkitektur; romanske, gotiske, manueline, barokke, moderne og postmoderne bygninger kan findes overalt i Lissabon. Byen gennemskæres af historiske boulevarder og har mange monumenter langs hovedvejene, særligt de øvre distrikter heriblandt findes Avenida da Liberdade (Avenue of Liberty), Avenida Fontes Pereira de Melo, Avenida Almirante Reis og Avenida da República (Avenue of the Republic).
Der findes adskillige store museer i byen. De mest berømte er Museu Nacional de Arte Antiga (Nationmuseum for Oldtidskunst), National Azulejo Museum, Museu Calouste Gulbenkian har store variede samlinger af moderne kunst, Museu Nacional do Traje e da Moda (Nationalmuseum for Kostumer og Mode),  Museu Colecção Berardo (moderne kunst) og Centro Cultural de Belém, Museu da Electricidade, Museu Nacional dos Coches (Nationalt Karetmuseum, der indeholder verdens største samling af kongelige kareter), et medicinmuseum, Museu Nacional de História Natural e da Ciência (naturhistorisk museum), Museu do Oriente (orientmuseum), Museu do Teatro Romano (romers teatermuseum) og bymuseet Palácio Pimenta.
Lissabons operahus Teatro Nacional de São Carlos har en relativt aktivt program, primært i efteråret og om vinteren. Andre vigtige teatre inkluderer Centro Cultural de Belém, Teatro Nacional D. Maria II, Gulbenkianstiftelsen og Teatro Camões.
Lissabon har to steder der er på UNESCOs Verdensarvsliste; Belémtårnet og jeronimusklostret Mosteiro dos Jerónimos. Derudover var byen europæisk kulturhovedstad i 1994 og i 1998 foregik Expo '98 (1998 Lisbon World Exposition) i Lissabon.